# Lyciscidae
Lyciscidae (лат.) — семейство паразитических наездников из надсемейства Chalcidoidea (или триба Lyciscini в Pteromalidae) отряда перепончатокрылые насекомые.
Включает одних из самых крупных хальцид (Solenura) с длиной тела с яйцекладом до 3 см. 

## Описание
Мелкие и очень крупные наездники, в роде Solenura самки, паразитирующие на жуках-златках и усачах, достигают вместе с яйцекладом до 30 мм в длину.
Антенны с 7—8 члениками жгутика, включая обычно один клавомер, но иногда с 2 или (у самцов) 3 члениками булавы. Глаза вентрально расходятся. Клипеус с поперечной субапикальной бороздкой или без неё. Лабрум открыт или скрыт за наличником, склеротизован и с рядом субмаргинальных волосков, вытянутых вперед. Мандибулы с 2 или 3 зубцами, иногда с усечением на месте дорсальных зубцов. Субфораминальный мост с удлиненным нижним тенториальным мостом и вторичными тенториальными ямками, которые простираются до сходящегося гипостомального киля, с постгенитальной бороздкой и постгенитальной пластинкой или без них, или (Solenurinae) с постгенальным мостом, который внешне отделяет нижний тенториальный мост от сходящегося гипостомального киля. Пронотум с гладкой срединной продольной линией или килем. Нотаули полные. Мезоскутеллум обычно без френума или (Solenurinae) с ним; без аксиллярной борозды или (редко) с ней. Мезоплевральная область без расширенного акроплеврона; мезэпимерон не выступает за передний край метаплеврона. Все ноги с 5 тарзомерами; шпора передней голени длинная и изогнутая; базитарзальный гребень продольный; заднее бедро с вентральными зубцами или без них или с расширением, с апикальными шпорами, выходящими из усечённой метатибиальной вершины, когда бедро имеет вентральные зубцы. Метасома с синтергумом, без эпипигия, хотя на синтергуме иногда присутствует сложный набор килей.

## Систематика
Около 30 родов. Группа впервые была выделена в 1958 году как триба Lyciscini в составе подсемейства Cleonyminae из семейства Pteromalidae. В 2022 году в ходе реклассификации птеромалид это крупнейшее семейство хальцидоидных наездников было разделено на 24 семейства и Lyciscini выделены в отдельное семейство Lyciscidae.
- Lyciscinae:
  - Agamerion Haliday, 1844
  - Amazonisca Hedqvist, 1959
  - Chadwickia Boucek, 1988
  - Epistenia Westwood, 1868
  - Eupelmophotismus Girault, 1920
  - Hadroepistenia Gibson, 2003
  - Hedqvistia Gibson, 2003
  - Lycisca Spinola, 1840
  - Marxiana Girault, 1932
  - Mesamotura Girault, 1925
  - Neboissia Boucek, 1988
  - Neoepistenia Hedqvist, 1959
  - Nepistenia Boucek, 1988
  - Paralycisca Hedqvist, 1959
  - Parepistenia  Dodd, 1915
  - Proglochin  Philippi, 1871
  - Proshizonotus Girault, 1928
  - Protoepistenia Gibson, 2003
  - Riekisura Boucek, 1988
  - Romanisca Hedqvist, 1959
  - Scaphepistenia Gibson, 2003
  - Shedoepistenia Gibson, 2003
  - Striatacanthus Gibson, 2003
  - Thaumasura Westwood, 1868
  - Urolycisca Roman, 1920
  - Westwoodiana Girault, 1922
- Solenurinae:
  - Grooca Sureshan & Narendran, 1997
  - Solenura Westwood, 1868[1][5]